# 小行星2222
小行星2222（2222 Lermontov）是一颗围绕太阳公转的小行星。1977年9月19日，尼古拉·切爾尼赫在克里米亚发现了此天体。
該小行星以俄羅斯詩人米哈伊爾·萊蒙托夫命名。
这颗小行星的绝对星等为336.9033925168482等。